# Matsuoka Daichi
Daichi Matsuoka (sinh ngày 23 tháng 1 năm 1999) là một cầu thủ bóng đá người Nhật Bản.

## Sự nghiệp câu lạc bộ
Daichi Matsuoka đã từng chơi cho Cerezo Osaka.